# 愛媛県高等学校一覧
| 総数                           | 62校・11分校     |
| 国立                           | 1校              |
| 公立                           | 47校・9分校      |
| 私立                           | 14校・2分校      |
| 教育委員会所在地               | 〒790-8570       |
| 愛媛県松山市一番町四丁目4番地2 |                  |
| 公式サイト                     | 愛媛県教育委員会 |

愛媛県高等学校一覧（えひめけんこうとうがっこういちらん）とは、愛媛県の高等学校一覧。
全日制課程の存在しない高等学校については、定時制は「○○高等学校｛定時制｝」通信制は「○○高等学校｛通信制｝」定時制・通信制共に存在する場合は、定時制表記で記載する。

## 国立高等学校
- 愛媛大学附属高等学校

## 公立高等学校・公立中等教育学校

### 県立学校
通学区域（全日制普通科、中等教育学校）
全日制普通科の高等学校と中等教育学校は基本的に高等学校の所在地と生徒の保護者の住所によって以下に示す3つの通学区域（学区）に分かれている。。
- 東予地区 - 東予地方（四国中央市、新居浜市、西条市、今治市、越智郡上島町）及び松山市の一部（2004年12月31日時点における北条市の区域）[1]。

- 中予地区 - 中予地方（松山市、伊予市、東温市、上浮穴郡久万高原町、伊予郡砥部町、伊予郡松前町）及び大洲市、喜多郡内子町、今治市の一部（菊間町）[1]。

- 南予地区 - 南予地方（大洲市、喜多郡内子町、八幡浜市、西宇和郡伊方町、西予市、宇和島市、北宇和郡鬼北町、北宇和郡松野町、南宇和郡愛南町）[1]。

通学区域の例外適用
- 全日制普通科以外の高等学校における通学区域は愛媛県全域。
- 募集定員の 1⁄20 （5%）を超えない範囲内では、通学区域によらない[1]。なお定員の充足や高等学校の所在地の特性などの事情を考慮して特に必要があると愛媛県教育委員会教育長教育長が判断する場合については 3⁄10（30％）に拡大される 。
- 募集定員数から通学区域によらないことが可能とされた数を引いた数（通学区域からの受入数）が通学区域の志願者数より多いときは、通学区域からの受入数の未達の数を限度に通学区域によらないで合格させることが可能である[1]。

県外からの志願
- 校長が愛媛県教育委員会教育長の承認を得ることで定員の5 % 以内で愛媛県外からの入学を許可することが可能[1]。
- 下記の高等学校においては2019年度から通学区域外からの入学者枠（愛媛県外を含む）が通常より拡大される[3]。

- 川之江高校（普通科） - 10 % 以内
- 今治西高校伯方分校（普通科） - 15 % 以内
- 今治北高校大三島分校（普通科） - 15 % 以内
- 弓削高校（普通科） - 15 % 以内
- 松山北高校中島分校（普通科） - 15 % 以内
- 上浮穴高校（森林環境科） - 30 % 以内
- 長浜高校（普通科） - 30 % 以内
- 内子高校小田分校（普通科） - 15 % 以内
- 三崎高校（普通科） - 30 % 以内
- 宇和高校三瓶分校（普通科） - 30 % 以内
- 野村高校（普通科・畜産科） - 10 % 以内・20 % 以内
- 宇和島東高校津島分校（普通科） - 30 % 以内
- 北宇和高校（普通科・生産食品科）- 各科15％ 以内
- 北宇和高校三間分校（農業機械科） - 30 % 以内

#### 全日制普通科高等学校・中等教育学校

##### 東予地区
- 愛媛県立川之江高等学校
- 愛媛県立三島高等学校
- 愛媛県立土居高等学校
- 愛媛県立新居浜東高等学校
- 愛媛県立新居浜西高等学校
- 愛媛県立西条高等学校
- 愛媛県立小松高等学校
- 愛媛県立丹原高等学校
- 愛媛県立今治西高等学校
- 愛媛県立今治西高等学校伯方分校
- 愛媛県立今治南高等学校
- 愛媛県立今治北高等学校
- 愛媛県立今治北高等学校大三島分校
- 愛媛県立弓削高等学校
- 愛媛県立今治東中等教育学校

##### 中予地区
- 愛媛県立松山東高等学校
- 愛媛県立松山南高等学校
- 愛媛県立松山北高等学校
- 愛媛県立松山北高等学校中島分校
- 愛媛県立松山中央高等学校
- 愛媛県立東温高等学校
- 愛媛県立上浮穴高等学校
- 愛媛県立伊予高等学校
- 愛媛県立大洲高等学校（南予地区にも含む）
- 愛媛県立長浜高等学校（南予地区にも含む）
- 愛媛県立内子高等学校（南予地区にも含む）
- 愛媛県立内子高等学校小田分校（南予地区にも含む）
- 愛媛県立松山西中等教育学校

##### 南予地区
- 愛媛県立大洲高等学校（中予地区にも含む）
- 愛媛県立長浜高等学校（中予地区にも含む）
- 愛媛県立内子高等学校（中予地区にも含む）
- 愛媛県立内子高等学校小田分校（中予地区にも含む）
- 愛媛県立八幡浜高等学校
- 愛媛県立三崎高等学校
- 愛媛県立宇和高等学校
- 愛媛県立野村高等学校
- 愛媛県立宇和島東高等学校
- 愛媛県立宇和島東高等学校津島分校
- 愛媛県立吉田高等学校
- 愛媛県立北宇和高等学校
- 愛媛県立北宇和高等学校三間分校
- 愛媛県立南宇和高等学校
- 愛媛県立宇和島南中等教育学校

#### 全日制普通科以外の高等学校

##### 全日制
全日制普通科を設置している高等学校については、それ以外の全日制学科を付している。
- 愛媛県立三島高等学校（商業）
- 愛媛県立新居浜南高等学校
- 愛媛県立新居浜工業高等学校
- 愛媛県立新居浜商業高等学校
- 愛媛県立西条高等学校（国際文理、商業）
- 愛媛県立西条農業高等学校
- 愛媛県立小松高等学校（ライフデザイン）
- 愛媛県立東予高等学校
- 愛媛県立丹原高等学校（園芸科学）
- 愛媛県立今治南高等学校（園芸クリエイト）
- 愛媛県立今治北高等学校（商業、情報ビジネス）
- 愛媛県立今治工業高等学校
- 愛媛県立北条高等学校
- 愛媛県立松山南高等学校（理数）
- 愛媛県立松山南高等学校砥部分校
- 愛媛県立松山工業高等学校
- 愛媛県立松山商業高等学校
- 愛媛県立東温高等学校（商業）
- 愛媛県立上浮穴高等学校（森林環境）
- 愛媛県立伊予農業高等学校
- 愛媛県立大洲高等学校（商業）
- 愛媛県立大洲農業高等学校
- 愛媛県立八幡浜高等学校（商業）
- 愛媛県立八幡浜工業高等学校
- 愛媛県立川之石高等学校
- 愛媛県立宇和高等学校（生物工学）
- 愛媛県立野村高等学校（畜産）
- 愛媛県立宇和島東高等学校（理数、商業、情報ビジネス）
- 愛媛県立宇和島水産高等学校
- 愛媛県立吉田高等学校（機械建築工学、電気電子）
- 愛媛県立北宇和高等学校（生産食品）
- 愛媛県立北宇和高等学校三間分校（農業機械）
- 愛媛県立南宇和高等学校（農業）

##### 定時制
- 愛媛県立川之江高等学校
- 愛媛県立新居浜西高等学校
- 愛媛県立西条高等学校
- 愛媛県立今治西高等学校
- 愛媛県立松山南高等学校
- 愛媛県立松山工業高等学校
- 愛媛県立松山商業高等学校
- 愛媛県立大洲高等学校肱川分校
- 愛媛県立八幡浜高等学校
- 愛媛県立宇和島東高等学校

##### 通信制
- 愛媛県立松山東高等学校

##### 専攻科
- 愛媛県立宇和島水産高等学校

## 私立高等学校・私立中等教育学校
- 愛光高等学校
- 今治精華高等学校
- FC今治高等学校明徳校
- FC今治高等学校里山校
- 済美高等学校
- 済美平成中等教育学校
- 聖カタリナ学園高等学校
- 帝京第五高等学校
- 新田高等学校
- 新田青雲中等教育学校
- 日本ウェルネス高等学校｛通信制｝
- 松山学院高等学校
- 松山東雲高等学校
- 松山聖陵高等学校
- 未来高等学校｛通信制｝
  - 新居浜校